# Hanns Egon Wörlen
Hanns Egon Wörlen (* 5. April 1915 in Marnheim; † 17. Februar 2014 in Passau) war ein deutscher Architekt und Kunstmäzen.

## Leben und Wirken
Wörlen wurde als Sohn des Malers und Grafikers Georg Philipp Wörlen und dessen Ehefrau Margarete Wörlen geboren. Im Alter von fünf Jahren kam er mit seinen Eltern nach Passau. 
Er studierte Architektur an der TH München, das er 1939 abschloss. Er wurde kurz danach eingezogen und nahm als Soldat am Zweiten Weltkrieg teil. Gegen Ende des Krieges geriet er in britische Kriegsgefangenschaft. 
1947 kehrte er nach Passau zurück und ließ sich dort als freischaffender Architekt nieder. In seiner Arbeit setzte er sich im Rahmen der Altstadtsanierung nachhaltig für die Erhaltung der historischen Altstadt von Passau ein.
Neben seinem beruflichen Schaffen engagierte Wörlen sich früh für das kulturelle Leben der Stadt. Ab 1947 trat er als Förderer der Künstlervereinigung Donau-Wald-Gruppe auf. 1949 war er Mitbegründer des Kunstvereins Passau, dem er zeit seines Lebens in verschiedenen Funktionen – ab 1987 auch als dessen Präsident – eng verbunden blieb.
Die bedeutendste Bereicherung der Passauer Kulturlandschaft leistete er im Juni 1990 mit der Stiftung des Museums Moderner Kunst. 
Hanns Egon Wörlen starb im Alter von 98 Jahren. Seine letzte Ruhestätte befindet sich auf dem Friedhof von St. Korona im Passauer Ortsteil Patriching.

## Bauten
- 1957: St. Johannes, Passau
- 1958–1959: Evang.-Luth. Dreieinigkeitskirche in Tann

## Auszeichnungen
- 1974: Kultureller Ehrenbrief der Stadt Passau
- 1977: Bundesverdienstkreuz
- 1980: Denkmalschutzmedaille
- 1992: Deutscher Preis für Denkmalschutz
- 1994: (22. Dezember) Ehrenbürgerschaft der Stadt Passau
- 1995: Kulturmedaille des Landes Oberösterreich
- 1995: Ehrenmitgliedschaft des Kunstvereins Passau
- 1995: Bayerischer Verdienstorden
- 2003: (3. November) Kulturpreis Ostbayern der E.ON Bayern AG
- 2004: (20. November) Kulturpreis des Landkreises Passau
- 2007: (1. Februar) Großes Verdienstkreuz

Sein Name steht auf dem Ehrenmal der Stadt Passau auf dem Innstadtfriedhof.